# Verband Fortschrittlicher Frauenvereine

Sitzung des Vorstands des Verbands fortschrittlicher Frauenvereine am 3. Oktober 1901 im Reichstagsgebäude

Der Verband Fortschrittlicher Frauenvereine (VfFV) wurde im Oktober 1899 in Berlin gegründet. Die angeschlossenen Vereine zählten sich zum „radikalen“ oder „linken“ Flügel der bürgerlichen Frauenbewegung. In den Inhalten und Zielen gab es aber durchaus Überschneidungen mit dem vielfach als „gemäßigt“ bezeichneten Bund Deutscher Frauenvereine (BDF), sodass viele der Mitgliederverbände des VfFV auch Mitglieder im BDF waren. 1907 trat der Verband als Ganzes dem BDF bei.

## Programm
Der VfFV trat für die volle Gleichberechtigung der Frau in der Familie und im öffentlichen Leben ein, für den Schutz der Arbeiterin vor Ausbeutung, die Freigabe aller Bildungsmöglichkeiten und für eine gleiche Moral für beide Geschlechter. Dieses Programm lag nahe an dem der Sozialdemokratie, wenngleich die meisten Aktivistinnen sich eher zum linksliberalen Spektrum zählten. Dementsprechend verwiesen die radikalen Frauenrechtlerinnen darauf, dass „zur Durchsetzung dieser Forderungen nicht erst der Zukunftsstaat nötig ist, sondern dass diese Punkte auf dem Wege sozialer Reformen schon innerhalb der heutigen Wirtschaftsordnung zu erlangen sind.“

## Mitglieder und Vorstand
Zu den Mitgliedervereinen des VfFV gehörten der Berliner Verein Frauenwohl und verschiedene seiner Tochtervereine, der Verein Frauenbildung - Frauenstudium und die Vereine des deutschen Zweiges der Internationalen Abolitionistischen Föderation. Im Vorstand des VfFV waren unter anderem Minna Cauer, Anita Augspurg, Maria Lischnewska und Lida Gustava Heymann vertreten.

## Programm
Zu den Zielen des Verbandes gehörten:
- die Bekämpfung der so genannten Doppelmoral
- Gründung von staatlichen Mädchenschulen und -gymnasien
- die Propagierung des Frauenstimmrechts

## Unterschiede zwischen VfFV und BDF
Anders als der BDF grenzte sich der VfFV nicht gegen die Arbeiterinnenorganisationen ab. Bereits bei der Gründung des BDF 1894 hatten sich spätere Mitglieder des VfFV gegen den Ausschluss der sozialistischen Frauenorganisationen ausgesprochen. Der BDF war allenfalls zur Zusammenarbeit mit unpolitischen Arbeiterinnenvereinen bereit, vor allem deshalb, weil die geltenden Vereinsgesetze Frauen die Mitgliedschaft in politischen Vereinen verboten und eine Zusammenarbeit mit sozialdemokratischen Frauen, so die Befürchtung, zur sofortigen Auflösung des BDF hätte führen können.
Prinzipiell gewichteten die „Radikalen“ die Selbsthilfe stärker, lehnten staatlichen Zwang ab und vertraten einen eher pazifistischen Kurs. Viele Vertreterinnen der „Radikalen“ engagierten sich deshalb in der Friedensbewegung oder – zumindest bis ca. 1900 – für den Abolitionismus (der ab 1900 vorrangig beim BDF Fuß fasste) und unterstützten Helene Stöckers „neue Ethik“. Sie arbeiteten eher programmatisch und neigten dazu, der (oft dem Pragmatismus geschuldeten) Kompromissbereitschaft des BDF kritisch gegenüberzustehen.
Die Frauenstimmrechtsforderung wurde im Prinzip sowohl von „Radikalen“ als auch von den „Gemäßigten“ vertreten, Unterschiede bestanden vor allem in Auffassung, wie diese Forderung durchzusetzen sei.